# Jules Cottenier
Jules Cottenier, né le 10 octobre 1904 à Częstochowa (Pologne), est un footballeur français évoluant au poste de milieu de terrain ou de défenseur.

## Carrière
Jules Cottenier évolue au Racing Club de Roubaix de 1931 à 1935. Il perd deux finales de Coupe de France de football consécutives, en 1932 contre l'AS Cannes et en 1933 contre l'Excelsior AC Roubaix.

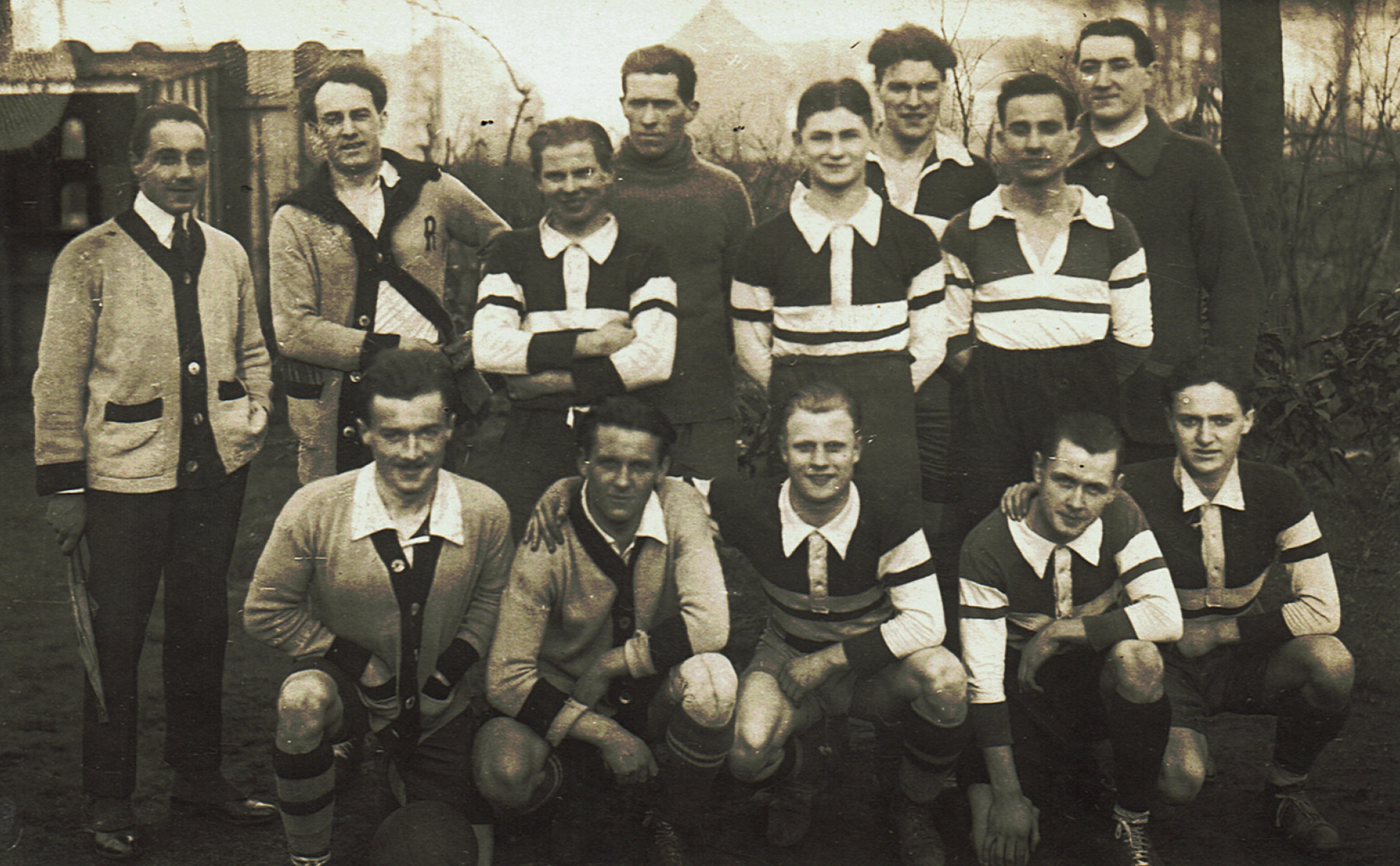
Peut-être équipe de Foot de Roubaix 1931 ?

Jules Cottenier obtient sa première sélection en 1932. Il affronte sous le maillot bleu lors d'un match amical la Suisse le 20 mars 1932. Les deux équipes se neutralisent sur le score de 3-3. Sa seconde sélection intervient le 26 mars 1933 toujours en amical, contre l'équipe de Belgique, les Français l'emportent sur le score de trois à zéro. Cottenier est appelé une troisième fois pour le match amical du 23 avril 1933 contre l'Espagne qui est défaite sur le score d'un but à zéro. Son ultime sélection a lieu le 10 mai 1934 contre les Pays-Bas. La France gagne la rencontre sur le score de 5-4.

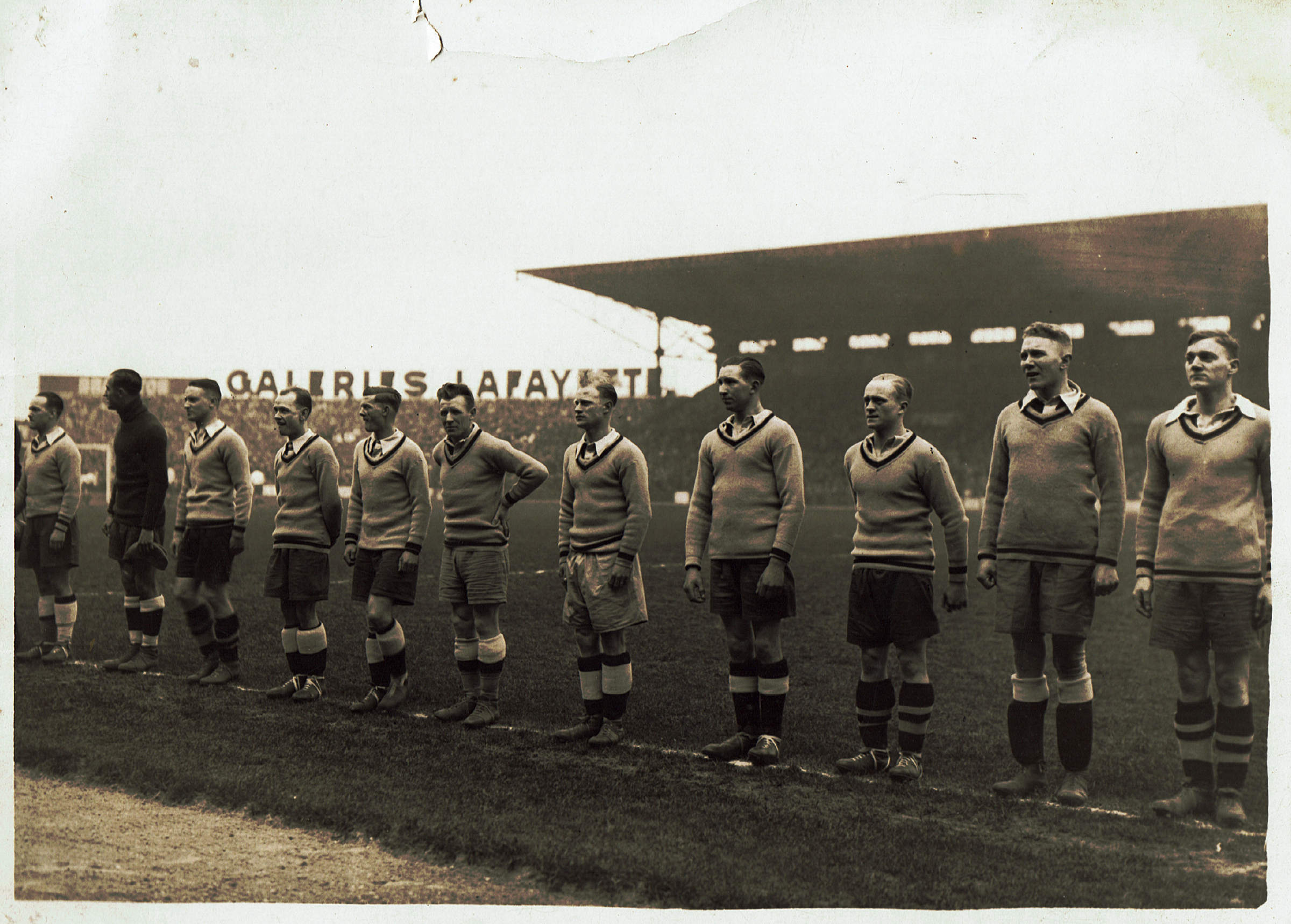
Match de finale de coupe de france ?

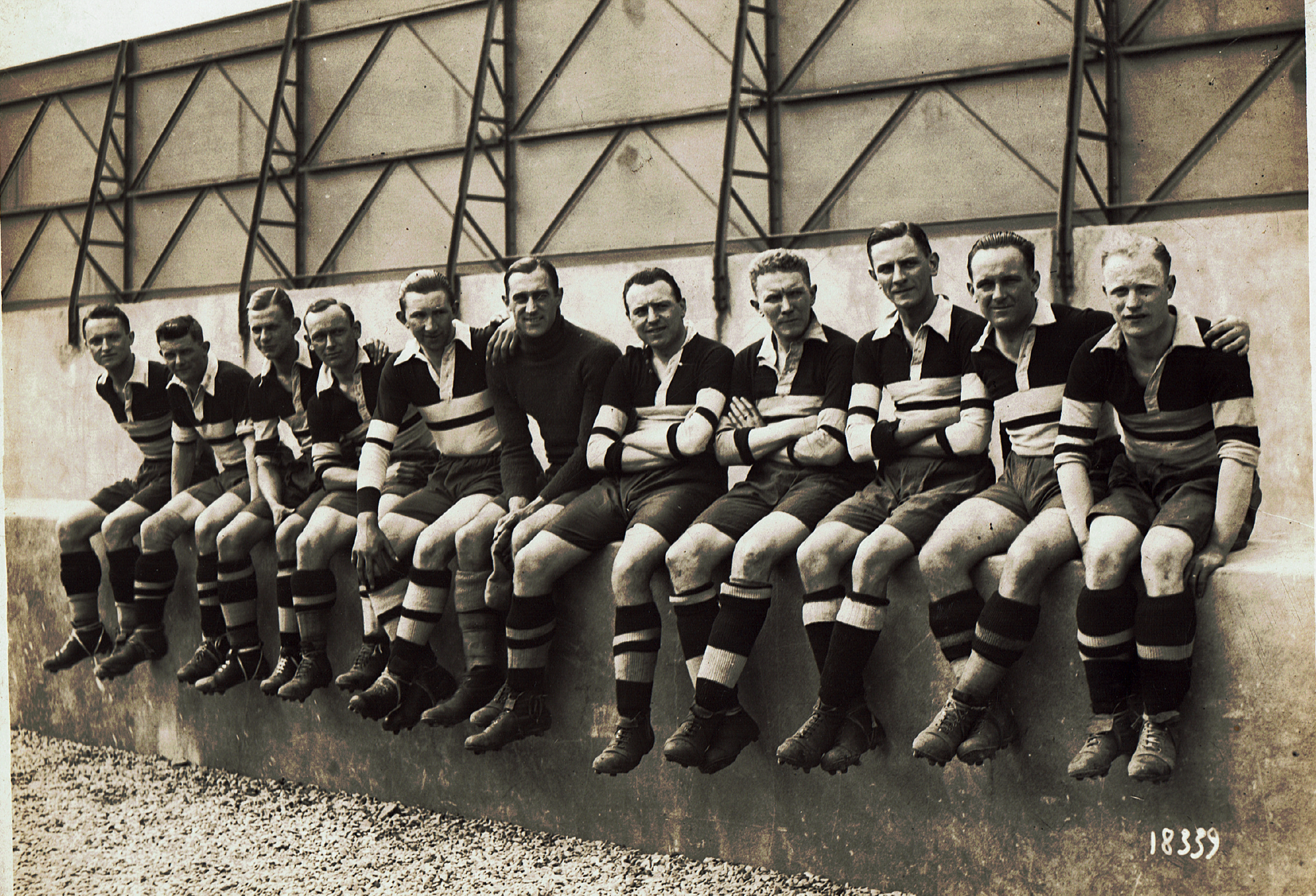
Peut-être équipe de Foot de Roubaix 1931 ?